# Giacomo Moraglia

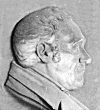
Giacomo Moraglia

Giacomo Moraglia (Milano, 7 luglio 1791 – Milano, 1º febbraio 1860) è stato un architetto italiano.

## Biografia
Molto attivo in Lombardia e nel Canton Ticino, opera in quel periodo storico che ha visto susseguirsi numerose vicende storiche e di profondi cambiamenti. Allievo alla facoltà di architettura dell'Accademia di Brera, ha tra gli altri Giocondo Albertolli come maestro. Epigono del neoclassicismo, il Moraglia è architetto molto prolifico, realizza centinaia di costruzioni oltre a intervenire per restauri su molti edifici (tre ospedali, varie fabbriche, una ventina di chiese, oratori e seminari, scuole, ville e teatri).
A Milano progettò l'arco di Porta Comasina (1826) e dieci anni più tardi i relativi caselli daziari (1836); si occupò inoltre del restauro della chiesa di Santa Maria della Visitazione. Dal 1841 al 1847 cura la ricostruzione del Palazzo Melzi alla Cavalchina, oggi via Manin. Sue sono le due sculture a figura intera che si vedono nelle nicchie in facciata della chiesa di Santa Maria alla Porta di Milano. Inoltre, progettò la chiesa Parrocchiale di Santa Giustina, nel quartiere Affori, edificata a partire dal 1857.  A Monza progettò la chiesa di San Gerardo e completò il Seminario Arcivescovile; a Gorgonzola si occupò invece del campanile della chiesa dei Santi Gervasio e Protasio e dell'edificazione dell'Ospedale Serbelloni. Fra gli interventi eseguiti nel Canton Ticino: il Palazzo Civico di Lugano, il Teatro Sociale di Bellinzona, la chiesa di San Carlo e la Villa Ghisler di Magadino. Forse ultimo tra i suoi numerosi progetti, è la chiesa di Monteolimpino (1857), a nord di Como.
Morì quasi settantenne a Milano, il 1º febbraio 1860 e fu sepolto al Fopponino di Porta Vercellina, cimitero oggi non più esistente.